# 徐望镇
徐望镇，是中华人民共和国陕西省汉中市汉台区下辖的一个乡镇级行政单位。2011年，汉中市人民政府向陕西省人民政府申请，将望江乡与徐家坡乡，整建制合并，设立徐望镇。政府驻地为原望江乡政府驻地——草塘。时，徐望镇共管辖17个村，面积47.32平方公里，总人口20469人。

## 行政区划
徐望镇下辖以下地区：
草塘村、刘河村、俊丰村、余王村、望江村、五郎村、朱湾村、余桥村、郝沟村、余湾村、汪洋村、吴家营村、三郊村、利木村、邵家湾村、徐家坡村和徐家湾村。